# Tatort: Rechnung mit einer Unbekannten
Rechnung mit einer Unbekannten (en français, Calcul avec une inconnue) est un épisode de la série Tatort (Sur le lieu du crime) réalisé par Wolfgang Becker. Il s'agit de la treizième enquête du commissaire Haferkamp (de).

## Synopsis
Le concessionnaire Josef Rosenkötter est au bord de la faillite et monte un plan criminel. Il prétend être veuf dans une liste d'agences de rencontres. Il fait ainsi la connaissance de la célibataire Roswitha Mattusch et l'invite à le rejoindre. Il vit dans une villa avec son épouse et une sous-locataire, une jeune enseignante. Sa femme est à une fête avec des amis. Il tire sur Mme Mattusch et fait semblant d'être un cambrioleur. Sur le lieu du crime, il identifie la personne décédée à la police comme étant sa femme afin de souscrire l'assurance-vie de son épouse en vue de la réorganisation de sa société. En guise d'alibi, il se rend à la fête et donne son pistolet à sa femme. Elle devrait maintenant entrer dans la clandestinité en tant que Mme Mattusch et faire disparaître l'arme du crime.
Cependant, sur les lieux juste après le crime, Rosenkötter semble trop serviable et très au courant au commissaire Haferkamp. Il n'a pas confiance en lui depuis le début et doute du cambriolage en raison de l'exécution maladroite. Néanmoins, pour Rosenkötter, au début, tout se passe bien, mais il ne s'attend pas à la méfiance de son épouse. Elle vit dans un hôtel sous le nom de Mme Mattusch et le suit pour contrôler la situation. Rosenkötter entretient depuis longtemps une relation avec sa sous-locataire et tenté d'écarter sa femme. Mais sa femme renverse les choses, car elle n'a pas jeté l'arme du crime et peut s'enfuir avec sa voiture. Elle extorque maintenant son mari et demande une partie de la somme assurée.
Entre-temps, Haferkamp a reçu un rapport de recherche de son collègue Buchmüller concernant Mme Mattusch. Lorsque les officiers se rendent à son hôtel, ils rencontrent Mme Rosenkötter, qui prétend être Mme Mattusch. Ils ne posent pas plus de questions. Mais lors d'une autre visite à la villa de Rosenkötter, Haferkamp et Kreutzer se rendent compte que cela a une relation avec le sous-locataire. Soudain, Mme Mattusch, alias Rosenkötter, les rencontre et tout se clarifie.

## Fiche technique
- Titre : Tatort: Rechnung mit einer Unbekannten
- Réalisation : Wolfgang Becker assisté de Cornelia Rohe
- Scénario : Peter Hemmer
- Direction artistique : Jochen Schumacher
- Costumes : Paul Seltenhammer
- Photographie : Joseph Vilsmaier
- Son : Milan Bor, Manfred Thust
- Montage : Hilwa von Boro
- Production : Werner Kließ
- Société de production : Bavaria Atelier, Westdeutscher Rundfunk Köln
- Société de distribution : ARD
- Pays d'origine :  Allemagne
- Langue : allemand
- Format : Couleur - 1,37:1 - mono
- Genre : policier
- Durée : 85 minutes
- Date de diffusion :
  -  Allemagne : 23 avril 1978[3].

## Distribution
- Hansjörg Felmy : Heinz Haferkamp (de), commissaire criminel
- Willy Semmelrogge : Willy Kreutzer
- Peter Matić : Josef Rosenkötter
- Gertrud Kückelmann (de) : Else Rosenkötter
- Edith Hancke : Roswitha Mattusch
- Susanne Beck (de) : Karin Distler
- Bernd Schäfer : Scheffner
- Gisela Tantau : Mme Immelmann
- Franz-Otto Krüger : M. Immelmann
- Katja Burow : Mme Kurz
- Holger Hildmann : M. Kurz
- Rolf Wanka : M. Wedel
- Nicole Heesters: Marianne Buchmüller, inspectrice criminelle

## Bande originale
La bande originale du film comprend de nombreux morceaux de musique contemporaine. Ainsi, pendant la fête, on entend Pink Floyd et Shine On You Crazy Diamond. Comme un leitmotiv, on entend des mesures du morceau A Dream Within A Dream de The Alan Parsons Project, issu de l'album Tales of Mystery and Imagination. La scène de dialogue au début entre Rosenkötter et Mattusch est soutenue par Ballade pour Adeline de Richard Clayderman. Au cours de la scène des funérailles, vers le milieu du film, on entend des extraits de Spiral de l'album de Vangelis du même nom.

## Source de la traduction
- (de) Cet article est partiellement ou en totalité issu de l’article de Wikipédia en allemand intitulé « Tatort: Rechnung mit einer Unbekannten » (voir la liste des auteurs).